# Mayaskrift
Mayaskrift var det skriftsprog, som den mesoamerikanske Maya-civilisation brugte, og det er det eneste mesoamerikanske skriftsprog, der i overvejende grad kan læses i dag. De tidligste inskriptioner stammer tilbage fra det 3. århundrede f.v.t. i San Bartolo, Guatemala. Mayaskriften var i brug ind til den spanske invasion i det 16. og 17. århundrede.
Moderne mayasprog skrives med det latinske alfabet.

## Litterære sprog
Blandt mayaerne var flere forskellige sprog i brug, og det menes i dag, at klassiske tekster blev skrevet på en skriftlig version af sproget ch’olti’ af skrivere, der typisk var præster. Dette litterære sprog er kendt som klassisk maya og blev muligvis brugt som et lingua franca i den veluddannede maya-elite. Det er muligt, at også andre mayasprog blev nedskrevet med mayaskrift.

## Struktur
Mayaskrift består af detaljerede glyffer, der blev malet på keramik, vægge og barkpapir. Hvis ikke, blev den skåret ud i træ, hugget ud i sten, eller formet i stuk for derefter at blive malet, men malingen kan dog sjældent ses i dag. Omkring 90 % af alle mayatekster kan nu læses i varierende grad, hvilket har givet en detaljeret forståelse for skriftens struktur.
For sig selv repræsenterer glyffer enten morfemer (fx ord) eller stavelser, og den samme glyf kunne ofte benyttes på begge måder. Fx kunne glyffen med den logografisk betydning MANIK’ også repræsentere stavelsen chi. Det er foreslået, at disse dobbelte betydninger opstod, når skriften skulle tilpasses nye sprog. Omvendt, kunne flere forskellige glyffer have den samme betydning, hvilket fx var tilfældet for tredjepersonspronominet u-.
Mayaskrift var typisk arrangeret i blokke, der var to glyffer brede.